# Дзенале, Бернардо

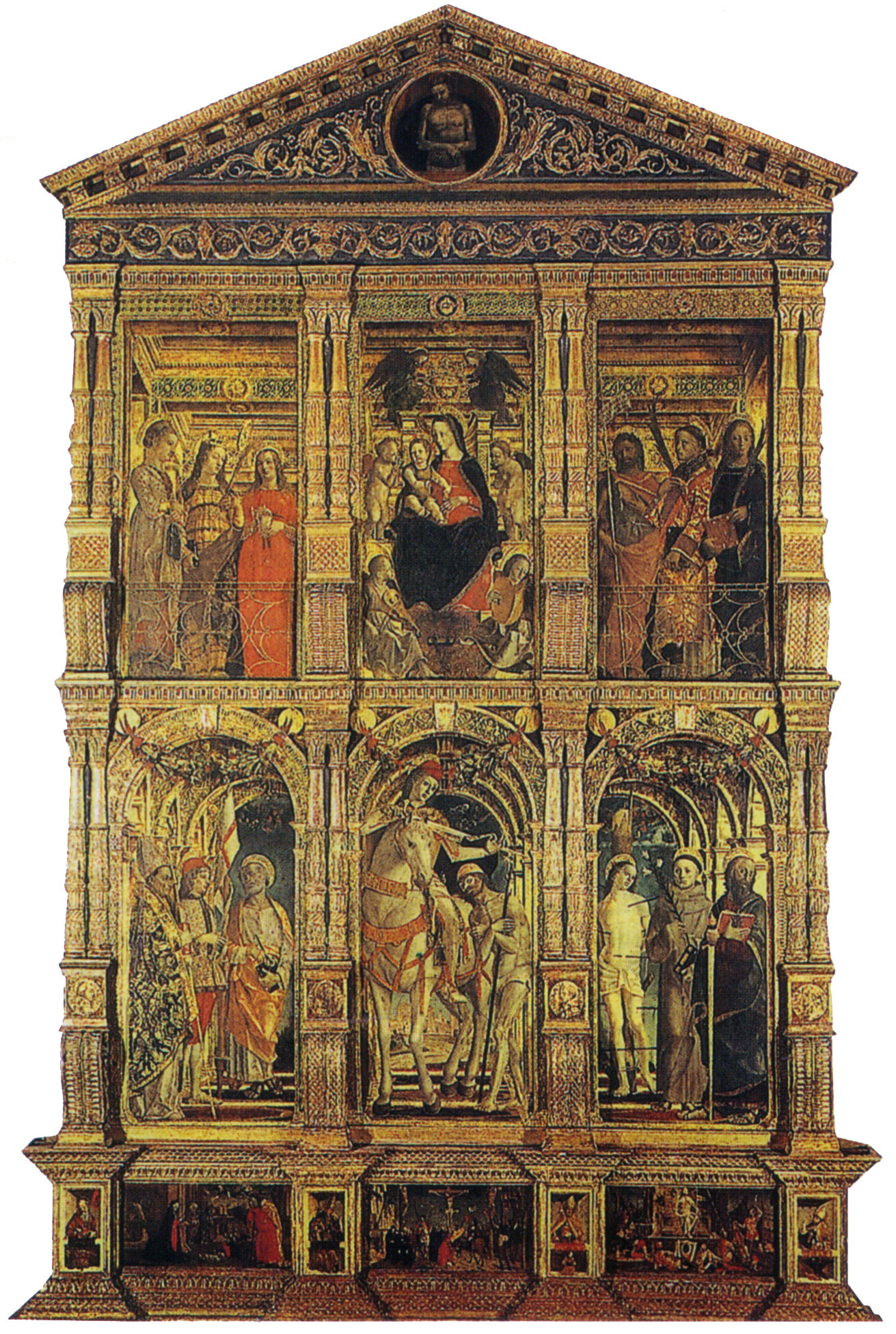
Полиптих Сан-Мартино, 1481—1485

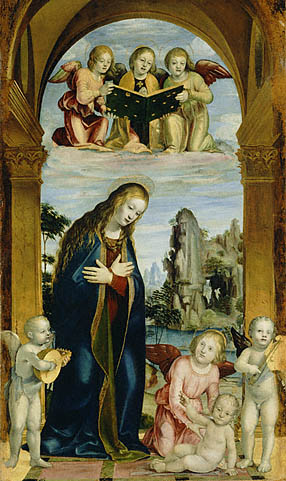
Поклонение младенцу, Лос-Анджелес, Музей Гетти

Бернардо Дзенале (итал. Bernardo Zenale; 1463/1468, Тревильо — 1526, Милан) — итальянский художник и архитектор эпохи Возрождения.

## Биография
Вероятно, был учеником Винченцо Фоппа, основателя ломбардской школы живописи. Тесно сотрудничал с Бернардино Бутиноне, который также был уроженцем Тревильо.
Вместе с Бутиноне создал фрески в капелле Грифи в Сан-Пьетро-ин-Гессате в Милане (1491—1493). Около 1490 года расписал зал в Кастелло Сфорцеско для герцога Лодовико Сфорца Миланского.
В 1481 году Б. Дзенале уже был признанным мастером и членом миланской Гильдии Святого Луки. Провёл бо́льшую часть своей художественной карьеры в Милане, создавая в 1485—1493 годах картины для городских церквей.
В 1502 году Б. Дзенале завершил картину «Богородицы с младенцем» для центральной части алтаря для Scuola di Santa Maria в Канту, недалеко от Комо, продемонстрировав прочную конструкцию и спокойную красоту, характерные для его творчества.

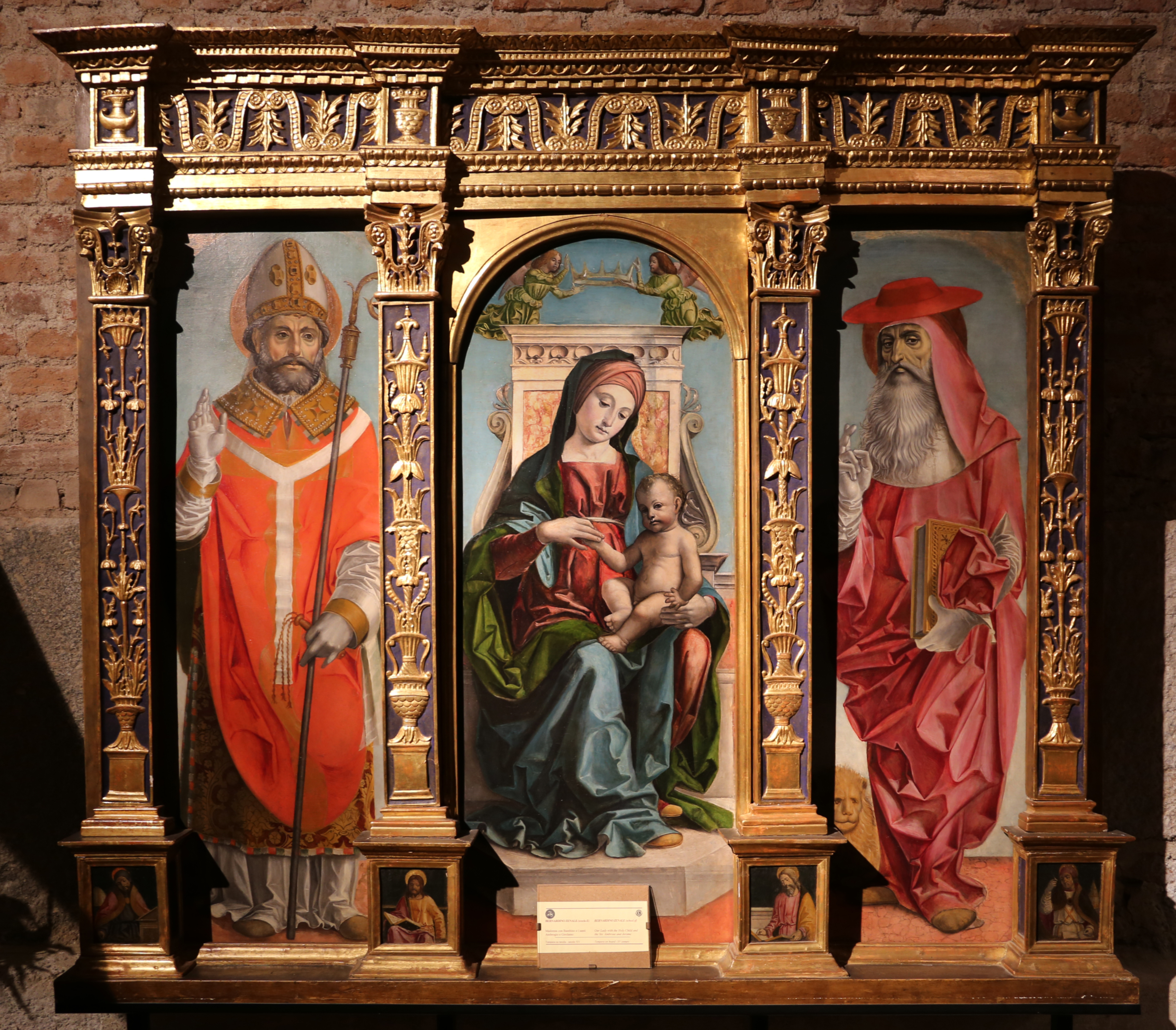
Мадонна со святыми

Вначале находился под влиянием таких мастеров Феррарской школы живописи, как Эрколе де Роберти, но к 1500 году работы Леонардо да Винчи в Милане повлияли на его творчество.
В числе его учеников были Гауденцио Феррари и Джованни Больтраффио.
К 1513 году Б. Дзенале начал больше заниматься архитектурой, чем живописью. В 1519 году он был назначен архитектором Миланского кафедрального собора, в 1522 году стал главным архитектором.
Написал трактат по теории перспективы.
Известно, что Б. Дзенале владел двумя домами и землей за пределами Милана, из чего следует, что он, вероятно, был богатым человеком.

## Избранные полотна
- Мадонна с младенцем и святыми. около 1510 года (Денверский художественный музей)
- Полиптих Сан Мартино (Базилика Сан-Мартино и Санта-Мария-Ассунта в Тревильо, 1485—1505)
- Мучения Святой Екатерины (Милан, Картинная галерея Кастелло Сфорцеско)
- Хоры в Базилике Санта-Мария-Маджоре в Бергамо.